# Breitachklamm

Bên trong Breitachklamm

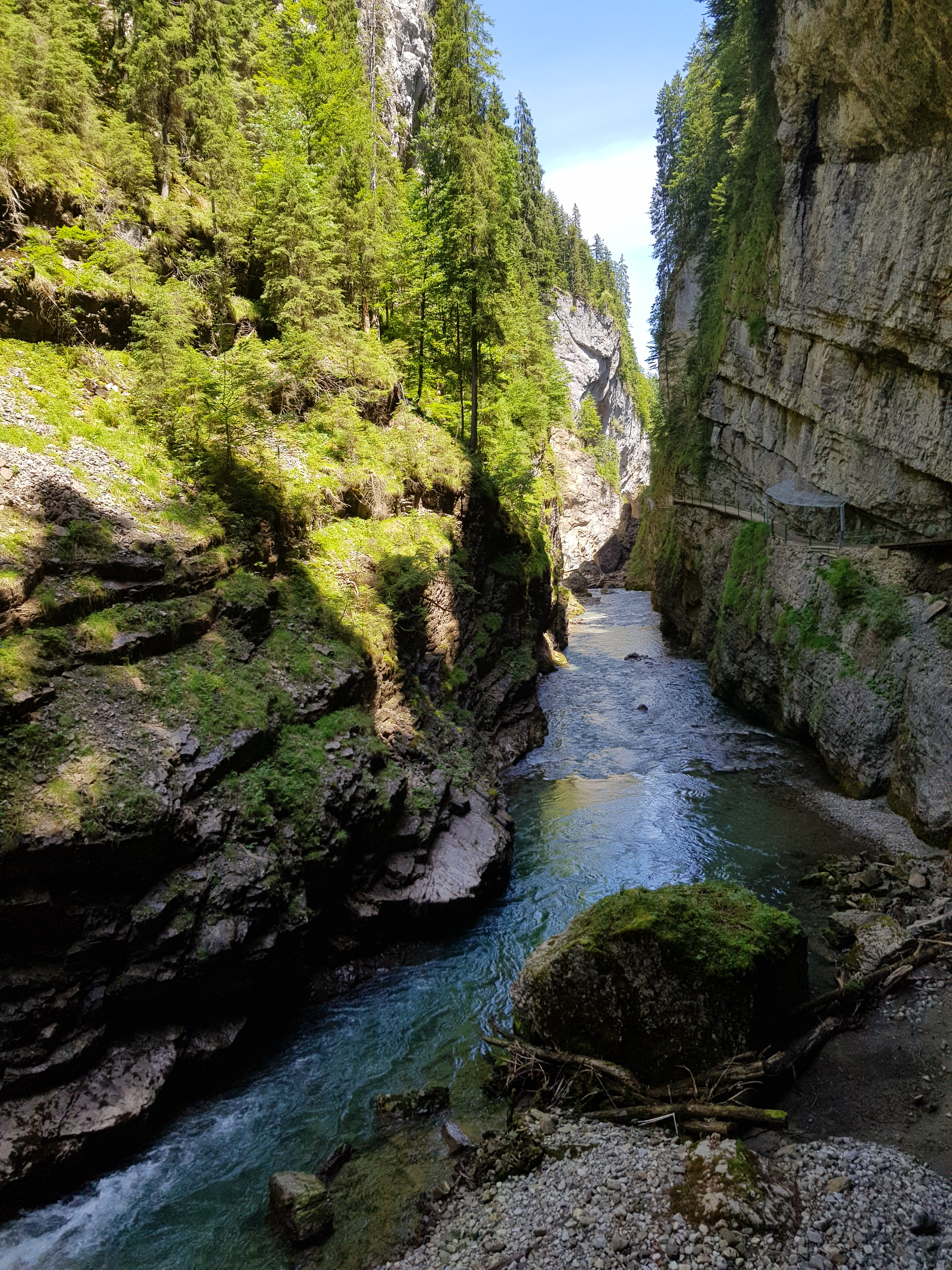
Đoạn cuối phần trên Breitachklamm

Breitachklamm là một khe núi có sông Breitach chạy qua ở Allgäu. Nó nằm phần đầu của thung lũng Kleinwalsertal ở Tiefenbach, thuộc xã Oberstdorf. Cổng vào phía dưới ở Tiefenbach nằm ở vị trí 47°24′09″B 10°13′44″Đ / 47,4026°B 10,2289°Đ, cổng vào phía trên nằm ở Walserschanz  47°23′13″B 10°13′44″Đ / 47,3869°B 10,229°Đ thuộc Áo.
Bên cạnh Höllentalklamm nó là hẻm núi sâu nhất ở Bayerischen Alpen (Từ đỉnh xuống đoạn cuối ở dưới đất) và là khe núi đá sâu nhất Trung Âu (đường thẳng từ núi xuống mặt nước ở dưới). Mỗi năm có khoảng 300.000 du khách đến đi dạo đoạn đường đi qua khe núi dài 2,5 km.
Vào mùa xuân hay mùa thu, Breitachklamm đóng cửa nhiều tuần. Trong thời gian này, khe núi được dọn dẹp và sửa chữa để 
bảo đảm an toàn cho du khách và nhân viên.
Breitachklamm được Bayerischen Landesamt für Umwelt xếp loại là khu vực thiên nhiên đặc biệt cần được bảo vệ. (Geotop-Nummer: 780R017).

## Hình thành
Khi nước chảy nhanh cuốn theo nhiều cục đá vụn với nó, đất và đá bị ăn mòn tạo thành một hẻm núi có sông chảy qua.
Thường thì bạn sẽ tìm thấy một hẻm núi ở cuối cái gọi là thung lũng treo (thung lũng mà đáy ở phần trên cao hơn nhiều so với phần dưới). Thung lũng treo hình thành từ các thung lũng phụ (phân biệt với thung lũng chính) của dòng sông băng lớn trong kỷ băng hà. Bởi vì sông băng chính đào sâu hơn vào địa hình so với các sông băng phụ, sau khi khối băng giảm, có sự khác biệt về chiều cao giữa thung lũng chính và phụ. 
Theo kiến thức hiện tại, sự hình thành của breitachklamm đã bắt đầu vào cuối thời kỳ Würm khoảng 10.000-15.000 năm trước và nó vẫn đang chuyển động. Người ta cho rằng Breitach hoạt động xoáy mòn núi đá khoảng một phần triệu milimeter mỗi ngày. Các sông băng đã cuốn đi các tảng đá mềm và để các tảng đá cứng lại. Khi các sông băng tan chảy, Breitach cắt dần vào tảng đá cứng. Điều này đã xảy ra trên một chiều dài 2,5 km và sâu khoảng 150 m vào núi đá.

## Đá sụp 1995 và lũ ở vùng núi alps 2005
Vào ngày 23 tháng 9 năm 1995 lúc 6:00 sáng, đá sụp, với khoảng 50.000 m³ đá và lở tích đã rơi xuống hẻm núi. Kết quả là 300.000 m³ nước tích tụ cao khoảng 30 m. Vào ngày 23 tháng 3 năm 1996 lúc 11:30 sáng, nước đã phá vỡ, tàn phá hẻm núi và gây ra thiệt hại khoảng 300.000 DM (đơn vị tiền Đức cũ). 
Tại lũ vùng núi alps năm 2005, mực nước cao nhất được ghi nhận vào ngày 23 tháng 8 năm 2005 với 6,60 mét cao hơn cây cầu. 

## Khai phá

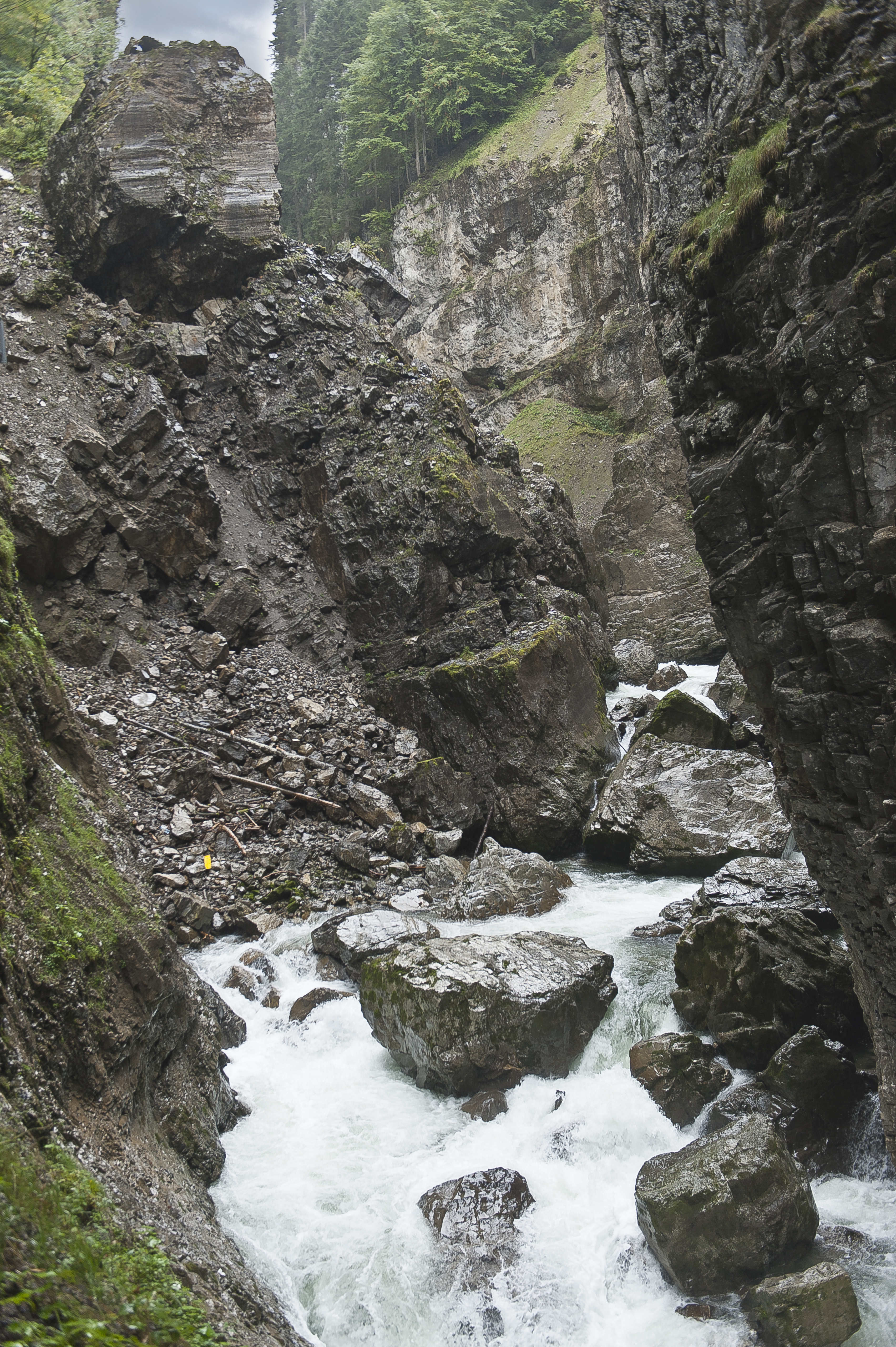
Đá sụp 1995

Vào cuối thế kỷ 19, đã có những nỗ lực không thành công để có thể đi bộ dọc theo Breitachklamm. Mục sư Tiefenbach trẻ tuổi Julian Schiebel cuối cùng đã chịu đứng ra khai phá hẻm núi, tìm kiếm các nhà tài trợ và thành lập Breitachklammverein. Ông đã làm điều này để cung cấp cho cộng đồng nghèo của mình một nguồn thu nhập và thúc đẩy sự khởi đầu của việc du lịch vùng núi alps.
Vụ phá nổ đầu tiên được thực hiện vào ngày 25 tháng 7 năm 1904 và vào ngày 4 tháng 7 năm 1905, Breitachklamm được khánh thành cho người đi dạo.
Vào tháng 12 năm 2004, một tòa nhà cho lối vào mới ở Tiefenbach đã được đưa vào hoạt động. Vào tháng 10 năm 2005, một nhánh của chương trình Núi Đồi được đặt ở đó, chú trọng về ảnh hưởng của nước với núi bằng các mô hình tương tác. Mô hình nhựa không còn hoạt động nữa. Các bảng triển lãm tiếp tục cung cấp thông tin về lịch sử của hẻm núi và các điều đáng biết về hẻm núi, địa chất, dạng đá, động vật trong breitachklamm v.v...
Tòa nhà ở Walserschanz đã để trống kể từ năm 2013 và được Breitachklammverein mua lại vào năm 2016 cùng với khu vực lân cận. Kể từ đó, nhiều khái niệm sử dụng đã được xem xét và các kịch bản được phát triển làm thế nào địa điểm này có thể thu hút du khách và tiếp tục hoạt động.

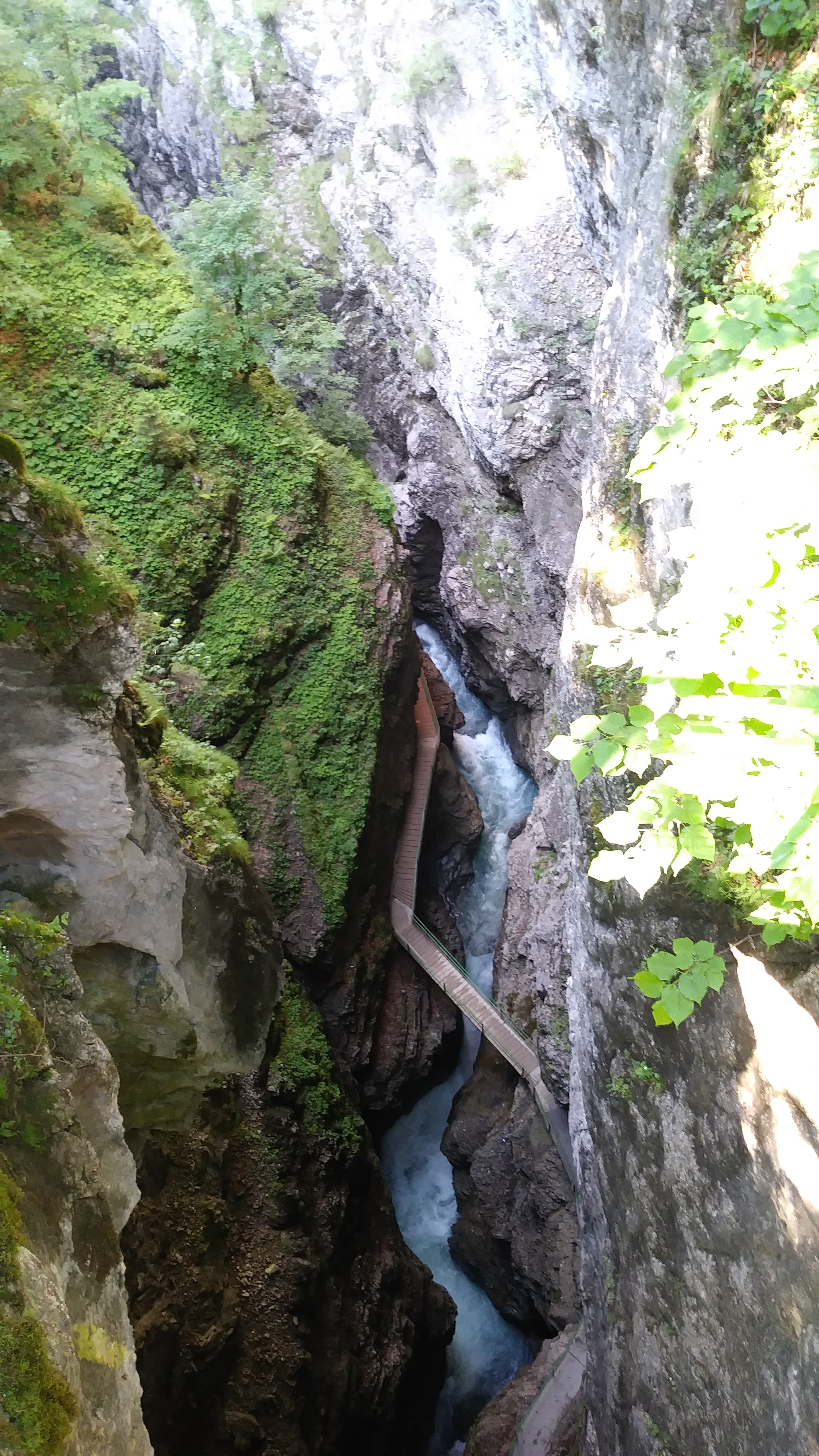
Nhìn từ Zwingsteg xuống hẻm núi